# Shelt-Typ
Der Shelt-Typ oder Shelter-Deck-Typ war eine im Zweiten Weltkrieg in Großbritannien gebaute Serie von Küstenmotorschiffen. Sie zählen zur Gruppe der Empire-Schiffe.

## Beschreibung
Die Schiffe wurden im Auftrag des Ministry of War Transport (MOWT) gebaut. Der Entwurf des Typs glich in weiten Teilen den Plänen des Empire-F-Typs und wurde im Hinblick auf die Verwendung in Fernost angepasst. Sie waren als reine Küstenfrachter mit einer Länge von rund 45 Metern und einer Tragfähigkeit von rund 400 Tonnen ausgelegt. Die Schiffe hatten eine Back, ein herabgezogenes Hauptdeck und ein ganz achtern über der erhöhten Poop und dem Maschinenraum angeordnetes Deckshaus. Der Schiffsrumpf mit Spiegelheck bestand zur Konstruktionsvereinfachung fast ausschließlich aus gerade zugeschnittenen Stahlplatten. Der Bau der Schiffe geschah in Sektionsbauweise, wobei die einzelnen Sektionen größtenteils nicht auf den Bauwerften gefertigt, sondern aus verschiedenen Landbetrieben zugeliefert wurden. Als Antriebsanlage diente jeweils ein Dieselmotor. Die Einheiten wurden 1945/46 abgeliefert und erhielten zweiteilige mit dem Begriff Empire beginnende Namen, deren zweiter Begriff mit der Vorsilbe Sea eingeleitet wurde. Die Bauserie von insgesamt 23 Einheiten wurde von den folgenden zwei Werften durchgeführt.
- Henry Scarr in Hessle (12 Einheiten)
- Goole Shipbuilding and Repairing Company in Goole (11 fertiggestellte + 1 unvollendete Einheit)